# Cetatea Clujului

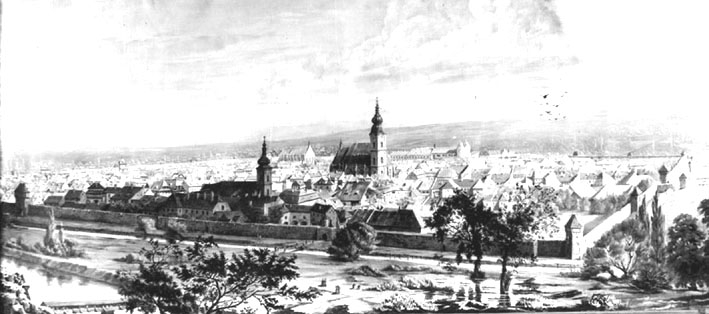
Gravură de epocă reprezentând latura nordică și cea vestică din cetatea Clujului (la intersecția Canalului Morilor cu Pârâul Țiganilor)

## Cetatea romană Napoca
Prima atestare documentară a unei așezări pe teritoriul de astăzi al Clujului a fost făcută de geograful grec Claudius Ptolemeu, care a menționat aici una dintre cele mai însemnate localități din Dacia romană, cu numele Napuca. La scurt timp după cuceririle romane din 101-102 și 105-106, Napuca a fost distrusă, spre a fonda o nouă așezare urbană (civitas), Napoca, pe malul drept al râului Samus. Această așezare a fost fondată în anul 124 d.C., sub numele de Municipium Aelium Hadrianum Napoca. După retragerea administrației romane din Dacia în anul 271 d.C., viața urbană odinioară înfloritoare avea să înceteze. Pentru a construi cetatea romanii au folosit ca și hotare ale cetății în primul rând Canalul Morilor și Pârâul Țiganilor, care trece prin Grădina Botanică și la momentul respectiv se vărsa în Canalul Morilor. Actualmente Canalul Morilor se află pe același loc, iar Pârâul Țiganilor, după ce trece de Grădina Botanică este colectat în sistemul de canalizare al orașului.
Descoperirile arheologice au reușit să stabilească în mare parte traseul exact al orașului roman Napoca: La vest era mărginită de Pârâul Țiganilor (pe actualele străzi Emil Isac și Samuil Micu), la nord cetatea se oprea la Canalul Morilor (în zona actualelor străzi Octavian Petrovici și Andrei Șaguna), la sud pe actualele străzi Napoca și Bd. Eroilor, iar la est pe zona actualelor străzi David Francisc și Janos Bolyai .

## Prima incintă de apărare medievală
O a doua fortificație a existat pe teritoriul Clujului de astăzi. În perioada secolelor IX-X, exista micuța așezare Castrum Clus, care ocupa doar aproximativ un sfert din suprafața cetății romane. Era delimitată la vest și la nord, ca și incinta romană Napoca, de Pârâul Țiganilor, respectiv, Canalul Morilor, la est hotarul era aproape de linia actualului Bulevard Regele Ferdinand, iar la sud aproximativ pe linia actualei străzi Memorandumului și a laturii nordice a Pieței Unirii. Mult mai mică față de antica incintă romană, cetatea se presupune a fi fost construită cu materiale extrase din vechile clădiri și fortificații romane.

## Cetatea medievală a Clujului
Mari grupuri de coloniști sași s-au așezat în cetatea Clujului în timpul regelui Ștefan al V-lea al Ungariei, după decimarea populației orașului în timpul atacurilor tătare. Cetatea Regală Castrum Clus a dobândit o organizare urbană până în secolul XV. Împăratul romano-german Sigismund de Luxemburg, devenit totodată rege al Ungariei, a acordat în anul 1405 Clujului rangul unui Oraș Liber Regesc, scoțându-l astfel de sub autoritatea voievodului Transilvaniei. Aceasta a ajutat Clujul să devină un centru pentru producția și schimbul de mărfuri. Aproximativ 5 000 de oameni se îndeletniceau cu agricultura, munca în atelier, dar și cu distracțiile specifice orașului. Pe atunci populația era formată din sași, secui și în mică măsură români. Rolul meșteșugului în muncile orașului a crescut mult, ulterior dezvoltându-se mai multe bresle meșteșugărești.
Tot acum orașul a primit dreptul de a își clădi ziduri, bastioane și turnuri de apărare. S-a început construirea zidurilor, ceea ce a durat până la finalul secolului al XVI-lea. Suprafața noii cetăți (45 ha) era aproximativ dublă față de cea a primei incinte medievale, traseul (vezi harta) fiind de-a lungul Pârâului Țiganilor la est (actualele străzi Emil Isac și Samuil Micu), la sud în perimetrul dintre actualele străzi Potaissa și Mihail Kogălniceanu, respectiv Avram Iancu. La est urma linia străzii Baba Novac, Cuza Vodă, iar apoi continua pe partea nordică tot de-a lungul Canalul Morilor. Fortificația timpurie își păstrează funcțiile de apărare devenind un castellum al orașului. Incinta este practic terminată în preajma jumătății veacului al XV-lea, poarta de est fiind de exemplu ridicată în 1449. S-au folosit blocuri mari din piatră pentru ridicarea unor ziduri masive cu contraforți de întărire, creneluri și metereze, drum de strajă pe console de piatră cu scări de retragere.
O a doua etapă de construcție se întinde intre anii 1470 - 1507 când se construiesc între altele Poarta de vest și Turnul Podului.
În cele din urmă, lucrări importante sunt efectuate între 1515 și 1525, un edict din 1571 al regelui Ludovic al II-lea scutindu-i pe clujeni de taxe pentru eforturile lor de întărire a apărarii orașului. Cu totul particulare pentru regiune și perioadă sunt zidurile ridicate exclusiv în piatră și prevăzute cu creneluri. Celelalte fortificații ardelene renunțaseră la acea dată la astfel de rezolvări.
Fortificațiile erau impresionante, intra-muros-ul ocupând 45 de hectare. Accesul se făcea prin barbacane. Existau în total în jur de 20 de turnuri și porți care erau întreținute, pe timp de pace și apărate, pe timp de război de bresle meșteșugărești, al căror nume îl și purtau . Acestea erau:

Harta vechii cetăți a Clujului, cu localizarea Turnurilor și Bastioanelor

1. Bastionul Croitorilor, ridicat sec. XVI-XVII, (existent și astăzi)
2. Bastionul Tăbăcarilor
3. Bastionul Zidarilor, ridicat sec. XVI-XVII, demolat 1810
4. Bastionul Curelarilor, ridicat sec. XVI-XVII, demolat 1817
5. Turnul de Poartă din Strada Turzii, ridicat sec. XV, demolat 1841
6. Bastionul Postăvarilor, ridicat sec. XVI
7. Bastionul Tâmplarilor, ridicat sec. XVI-XVII, demolat 1880
8. Bastionul Pantofarilor, existent și astăzi
9. Bastionul Fânului (zis și al Cizmarilor), ridicat sec. XV, demolat 1831
10. Turnul de Poartă din Strada Mănășturului, zis și Turnul Cojocarilor, ridicat 1476, demolat 1843
11. Bastionul Fierarilor, ridicat sec. XV, demolat 1796
12. Bastionul Aurarilor, ridicat sec. XV, demolat 1859
13. Poarta Apei
14. Turnul de Poartă din Strada Podului, ridicat 1477, demolat 1868
15. Turnul Lăcătușilor (sau Turnul de pe Strada Săpunului), zis și Turnul Pompierilor, ridicat 1574, existent și astăzi
16. Bastionul cu creneluri italiene
17. Bastionul Rotund
18. Turnul de Poartă din Strada Ungurilor, ridicat sec. XV-XVI, demolat 1872
19. Bastionul Olarilor
20. Turnul de Poartă din Strada de Mijloc, ridicat 1449, demolat 1850

## Galerie de imagini

Bastionul Aurarilor, desen de epocă (nr. 12 pe hartă)
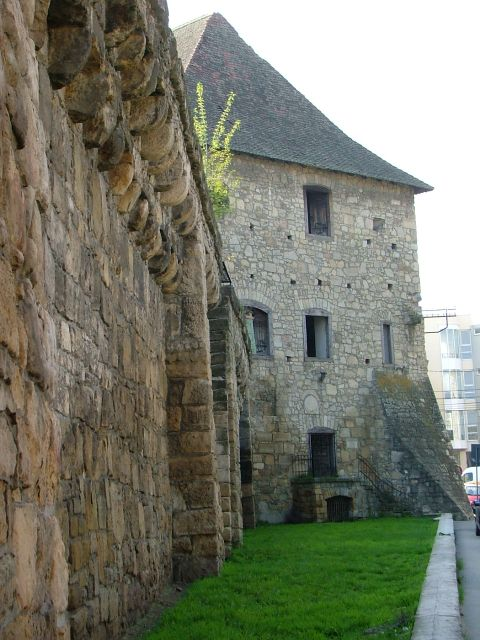
Bastionul Croitorilor (nr. 1 pe hartă)
Turnul de Poarta din Str. Ungurilor (1859) (nr. 11 pe hartă)
Turnul de Poartă din strada Podului (1870) (nr. 14 pe hartă)
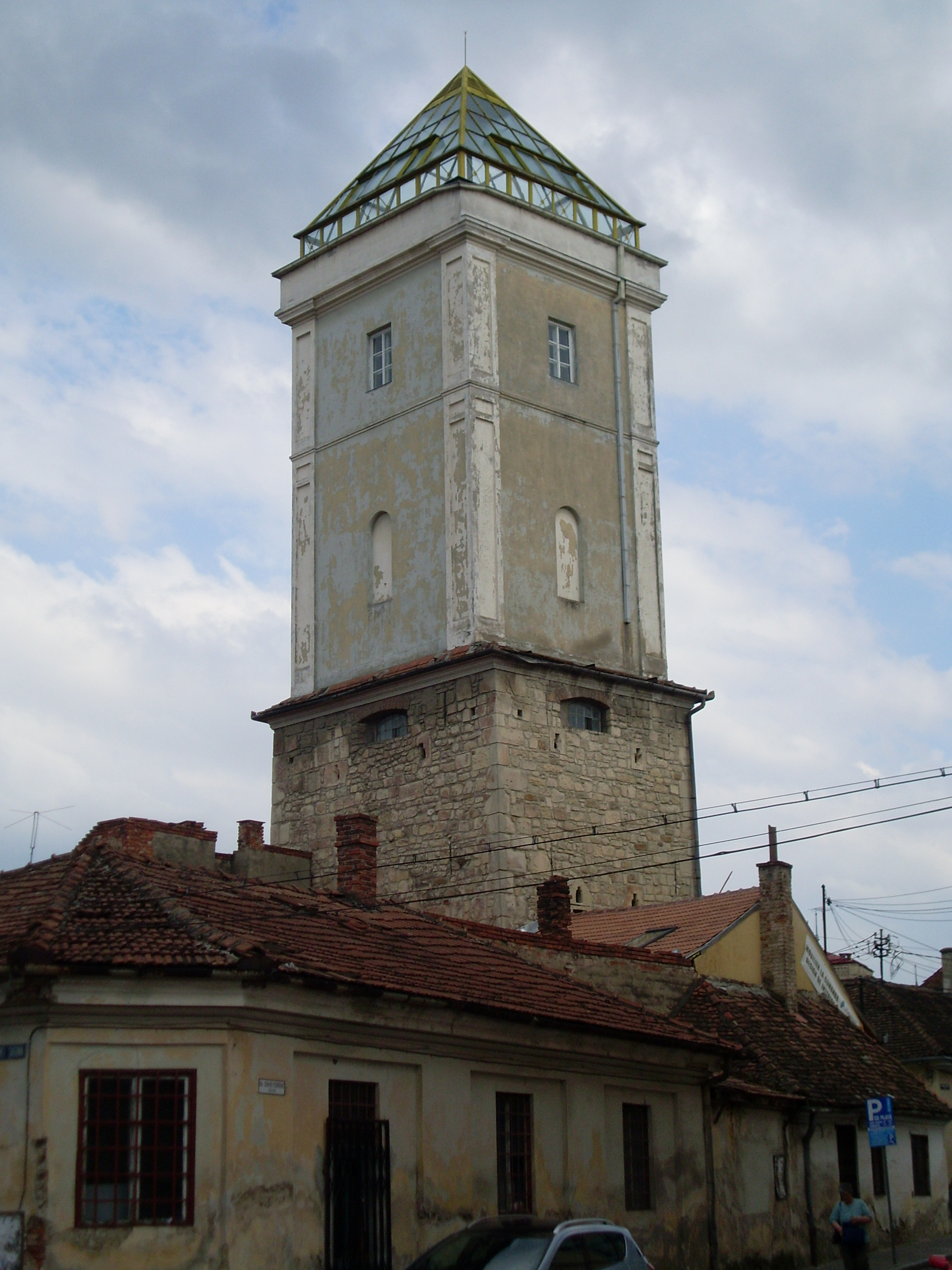
Turnul Lăcătuşilor transformat în foişor de foc (nr. 16 pe hartă)